# Siphonogorgia miniacea
Siphonogorgia miniacea är en korallart som beskrevs av Kükenthal 1896. Siphonogorgia miniacea ingår i släktet Siphonogorgia och familjen Nidaliidae. Inga underarter finns listade i Catalogue of Life.